# Selector de frecuencias (maxisingle)
Selector de frecuencias es un maxisencillo del grupo musical Aviador Dro editado en el año 1982 por el sello "DRO" bajo la referencia DRO-020.

Contiene dos versiones (normal e instrumental) del tema aparecido en el primer álbum de la banda Alas sobre el mundo. Se decidió grabarla de nuevo y editar este maxisencillo cuando el productor de éxito Julián Ruiz (Tino Casal, Azul y Negro o Alaska y los Pegamoides) vio a Aviador Dro actuando en la sala Golden de Madrid.

## Lista de canciones
| Título                                 | Autor              | Duración |
| -------------------------------------- | ------------------ | -------- |
| Selector de frecuencias                | Servando Carballar | 6:11     |
| Selector de frecuencias (instrumental) | Servando Carballar | 6:05     |